# Бикчураево
 Бикчураево (тат. Бикчурай Чаллысы) — село в Рыбно-Слободском районе Татарстана. Входит в состав Большемашлякского сельского поселения.

## География
Находится на реке Шумбут, в 47 км к северо-востоку от посёлка городского типа Рыбная Слобода.

## История
Основано в первой половине XVII века.
В XVIII — первой половине XIX века жители относились к сословию государственных крестьян. Их основные занятия в этот период — земледелие (в начале XX века земельный надел сельской общины составлял 1287,5 десятин) и разведение скота.
По сведениям переписи 1897 года, в деревне Бикчураевы Челны (Чураш) Мамадышского уезда Казанской губернии жили 547 человек (261 мужчина и 286 женщин), все мусульмане.
В начале XX века в селе действовали мечеть, медресе (с 1907 г.), мельница, мелочная лавка. 
До 1920 года село входило в Шеморбашскую волость Мамадышского уезда Казанской губернии. С 1920 года в составе Мамадышского кантона ТАССР. С 10 августа 1930 года в Рыбно-Слободском, с 10 февраля 1935 года в Кзыл-Юлдузском, с 26 марта 1959 года в Рыбно-Слободском, с 1 февраля 1963 года в Мамадышском, с 12 января 1965 года в Рыбно-Слободском районах.
В годы коллективизации в селе был организован колхоз. С 1997 года в составе государственного унитарного предприятия «Агрофирма «Энергетик».

## Население
| 1782 | 1859 | 1897 | 1908 | 1920 | 1926 | 1938 | 1958 | 1970 | 1989 | 2002 | 2010 | 2020 |
| ---- | ---- | ---- | ---- | ---- | ---- | ---- | ---- | ---- | ---- | ---- | ---- | ---- |
| 35   | 374  | 547  | 702  | 720  | 630  | 684  | 492  | 508  | 276  | 235  | 206  | 190  |

Национальный состав села — татары.

## Инфраструктура
Действуют клуб, библиотека, фельдшерско-акушерский пункт.

## Религия
Мечеть «Нургали» (с 2010 г.).